# Монте Арђентарио
Монте Арђентарио (итал. Monte Argentario) је насеље у Италији у округу Гросето, региону Тоскана.
Према процени из 2011. у насељу је живело 12147 становника. Насеље се налази на надморској висини од 28 м.

## Географија
| Клима (Монте Арђентарио)   | Клима (Монте Арђентарио) | Клима (Монте Арђентарио) | Клима (Монте Арђентарио) | Клима (Монте Арђентарио) | Клима (Монте Арђентарио) | Клима (Монте Арђентарио) | Клима (Монте Арђентарио) | Клима (Монте Арђентарио) | Клима (Монте Арђентарио) | Клима (Монте Арђентарио) | Клима (Монте Арђентарио) | Клима (Монте Арђентарио) | Клима (Монте Арђентарио) |
| Показатељ \ Месец          | .Јан.                    | .Феб.                    | .Мар.                    | .Апр.                    | .Мај.                    | .Јун.                    | .Јул.                    | .Авг.                    | .Сеп.                    | .Окт.                    | .Нов.                    | .Дец.                    | .Год.                    |
| -------------------------- | ------------------------ | ------------------------ | ------------------------ | ------------------------ | ------------------------ | ------------------------ | ------------------------ | ------------------------ | ------------------------ | ------------------------ | ------------------------ | ------------------------ | ------------------------ |
| Средњи максимум, °C (°F)   | 8,0 (46,4)               | 8,6 (47,5)               | 10,6 (51,1)              | 13,0 (55,4)              | 18,0 (64,4)              | 21,9 (71,4)              | 25,8 (78,4)              | 26,3 (79,3)              | 22,1 (71,8)              | 17,1 (62,8)              | 11,9 (53,4)              | 8,9 (48)                 | 26,3 (79,3)              |
| Средњи минимум, °C (°F)    | 3,7 (38,7)               | 3,7 (38,7)               | 5,2 (41,4)               | 7,3 (45,1)               | 11,6 (52,9)              | 15,1 (59,2)              | 18,5 (65,3)              | 19,1 (66,4)              | 15,7 (60,3)              | 12,1 (53,8)              | 7,6 (45,7)               | 4,8 (40,6)               | 3,7 (38,7)               |
| Количина падавина, mm (in) | 45,1 (17,76)             | 39,9 (15,71)             | 37,4 (14,72)             | 39,4 (15,51)             | 25,0 (9,84)              | 12,6 (4,96)              | 6,7 (2,64)               | 21,2 (8,35)              | 43,6 (17,17)             | 66,4 (26,14)             | 65,6 (25,83)             | 52,2 (20,55)             | 455,1 (179,18)           |
| [ тражи се извор ]         |                          |                          |                          |                          |                          |                          |                          |                          |                          |                          |                          |                          |                          |

## Становништво
| 1931. | 1936.  | 1951.  | 1961.  | 1971.  | 1981.  | 1991.  | 2001.  | 2011.  |
| ----- | ------ | ------ | ------ | ------ | ------ | ------ | ------ | ------ |
| 9.578 | 10.039 | 10.692 | 11.569 | 13.676 | 13.405 | 12.643 | 12.147 | 12.556 |